# Tomás Luis de Victoria
Tomás Luis de Victoria (Ávila, oko 1548. – Madrid, 1611.), španjolski skladatelj, orguljaš, pjevač i kapelnik. Osim u Španjolskoj, neko je vrijeme djelovao i u Italiji.

## Životopis
Tomás Luis de Victoria rođen je u Ávili kao sedmo od jedanaestero djece u obitelji. Nakon smrti oca 1557. godine, brigu o obitelji preuzima stric Juan Luis. Prva znanja o glazbi mladi je Tomás Luis stekao kao pjevač u zboru katedrale u Ávili. Tamo su, u to vrijeme, kao maestros de capilla djelovali Gerónimo de Espinar (1550. – 1558.) i Bernardino de Ribera (1559. – 1563.). Ribera je bio jedan od najznačajnijih španjolskih skladatelja onog doba.
Victoria u dobi od oko 17 godina odlazi u Rim. Tamo nastavlja svoje obrazovanje u isusovačkoj instituciji Collegio Germanico. U to je doba Giovanni Pierluigi da Palestrina službovao kao maestro di capella u sestrinskoj instituciji Seminario Romano te je Victoria mogao doći u doticaj s njim. Victoria je u Rimu djelovao kao pjevač i orguljaš u više crkava, primjerice u crkvi S. Maria di Monserrato. Godine 1575. zaređen je za svećenika. U razdoblju od 1575. do 1577. djelovao je kao kapelnik u Collegio Germanico. U sljedećim se godinama više posvetio pastoralnom radu te brizi za bolesne i siromašne, ali je ostao aktivan i kao skladatelj.
Do 1585. Victoria je objavio osam knjiga sakralne glazbe. Godine 1583. u posveti kralju Filipu II. u Missarum libri duo izražava želju za povratkom u Španjolsku. Filip II. na tu je želju odgovorio imenovavši ga kapelanom svoje sestre Marije, udovice cara Maksimilijana II., koja se povukla u samostan Descalzas Reales u Madridu. Tamo je Victoria ostao do svoje smrti 1611. godine.

## Stvaralaštvo
Victoria je skladao isključivo sakralna djela s tekstovima na latinskom jeziku. Pri skladanju novih djela vrlo često je koristio materijale iz svojih ranijih skladbi. Jezgru njegova stvaralaštva čini dvadesetak misa, oko 45 moteta i druge skladbe sa specifičnim liturgijskim funkcijama – magnificati, službe za mrtve i za Veliki tjedan (uključujući tužaljke i dvije dramatske muke) te niz himana.
Njegov je stil – poput stila Orlanda di Lassa – obilježen brigom za izražajnost teksta, a njegove skladbe – poput skladbi Giovannija Pierluigija da Palestrine – odlikuje jasnoća i unutarnja logika. Ponekad koristi i neke malo slobodnije skladateljske postupke čija je svrha naglašavanje važnih dijelova teksta.
U usporedbi s nekim suvremenicima – primjerice Palestrinom, Lassom i Williamom Byrdom) – Victoria za sobom nije ostavio mnoštvo djela različitih žanrova, ali je svojim stvaralaštvom uvelike utjecao na tijek europske glazbe druge polovice 16. stoljeća. Osim u Europi, njegov se utjecaj – zahvaljujući Španjolskoj kao kolonijalnoj sili – proširio i na Novi svijet.

## Vanjske poveznice
- Grove Music Online: Victoria, Tomás Luis de (engl.)
- HOASM (životopis) (engl.)
- International Music Score Library Project: Victoria, Tomás Luis de (skladbe) (engl.)
- Tomás Luis de Victoria, en Cancioneros Musicales Españoles.